# سام ميويس
سام ميويس (مواليد 9 أكتوبر 1992) هي لاعبة كرة قدم أمريكية تلعب في مركز الوسط في نادي نورث كارولاينا كوريج.

## روابط خارجية
- سام ميويس على موقع الاتحاد الدولي (مؤرشف)  (الإنجليزية)
- سام ميويس على موقع إي إس بي إن إف سي (الإنجليزية)
- سام ميويس على موقع قاعدة بيانات كرة القدم.إي يو (الإنجليزية)
- سام ميويس على موقع Soccerway.com (الإنجليزية)
- سام ميويس على موقع عالم كرة القدم.نت (الإنجليزية)
- سام ميويس على موقع اللجنة الأولمبية الدولية (الإنجليزية)
- سام ميويس على موقع أوليمبيديا (الإنجليزية)